# Alling Bakker
Alling Bakker, nordvest for Ry (Alling Sogn) var i 1969 første del en del af en samlet fredning,  der også omfatter Knudsø og Dynæs i Julsø (med Dynæsvold).  Området er afgrænset af Gudenåen i vest, over til jernbanen ved Alling; mod syd går den til Birksø, og mod nord til Laven. Fra det 79 m høje Bryggebjerg  har man en storslået udsigt, mod Ry Nørreskov, Himmelbjerget og Julsø. 
Fredningen på 272 ha  blev   i 1980 udvidet med et 757 ha stort  område øst for Alling Bakker  over mod landsbyerne Tørring og Tulstrup, hvilket skabet et stort sammenhængende beskyttet område af det midtjyske søhøjland.